# Гізела Франкська
Гізела (нар. бл. 820 — пом. 863 або 864) — молодша донька Людовика Благочестивого та його другої дружини Юдифи Баварської.

## Біографія
У 836 році 16-річна Гізела вийшла заміж за могутнього та впливового герцога Фріульського Ебергарда, який був пізніше канонізований як святий Еберхард. У цьому шлюбі народилися кілька дітей, включаючи короля Італії Беренгара I, маркграфа Фріульського. Гізела була відома своїм благочестям, набожністю та добрими справами, як, наприклад, і її тезка, Гізела (сестра Карла I Великого), яка з дитинства присвятила своє життя церкві.
Її посаг складався з багатьох багатих володінь, у тому числі і Сізуена (розташований у центрі країни Певеле), який став однією з постійних резиденцій Ебергарда. Вони заснували у 850-х роках там монастир, будівництво якого не було завершено до їхньої смерті. Вона присвятила життя дітям та їх навчанню.
Наприкінці життя Гізела була настоятелькою монастиря Сан-Сальваторе. Черничий монастир був переданий їй після Ірменгарди Турської, дружини імператора Заходу Лотаря I. Деякий час вона служила і абатисою, і ректриксою.
Їх з чоловіком заповіт є одним із найвідоміших заповітів IX століття і датується між 863 і 864 роками.

## Діти
1. Ебергард (Еврар) (бл. 837 — до 20 червня 840);
2. Інгельтруда (837/840 — 2 квітня 870); чоловік: Генріх (бл. 860 — 28 серпня 886), маркіз Нейстрії з 884 року;
3. Унрош III (840 — 13 липня 874) — маркграф і герцог Фріуля;
4. Беренгар I (840/845 — 16 квітня 924) — маркграф і герцог Фріуля, король Італії з 888, імператор Заходу з 915 року;
5. Адалард (пом. після 13 липня 874), абат Сізуана;
6. Рауль (бл. 842 — 5 січня 892), абат Сізуана з 874, абат Сен-Вааста в Аррасі, граф Артуа і Тернуа з 883 року;
7. Альпаїса
8. Ельвіс (пом. бл. 895); чоловік: з бл. 874 Хукбальд де Гуї (пом. 890), граф Остерванта та Санліса;
9. Гізела (пом. бл. 863), черниця у Брешії;
10. Юдіт (пом. 881); чоловік: Конрад II Бургундський (пом. бл. 881), граф Осера, герцог Трансюранської Бургундії.